# Le Visage d'un autre
Pour plus de détails, voir Fiche technique et Distribution.
Le Visage d'un autre (他人の顔, Tanin no kao) est un film japonais réalisé par Hiroshi Teshigahara, sorti en 1966.

## Synopsis
Le visage de l'ingénieur Okuyama a été défiguré par une explosion lors d'un accident industriel et il porte des bandages pour couvrir ses brûlures. Se sentant isolé et rejeté physiquement par sa femme, il consulte un psychiatre. Voyant la frustration de M. Okuyama face à sa défiguration, le psychiatre propose de lui fabriquer un masque prothétique expérimental, apparemment avec beaucoup de réticence.
Le psychiatre et Okuyama offrent 10 000 yens à un homme pour qu'il serve de modèle au masque, et le masque est construit et ajusté sur Okuyama. Le psychiatre exige qu'Okuyama lui fasse régulièrement part de ses sensations et de ses pensées, et l'avertit que le masque peut modifier son comportement et sa personnalité au point qu'il cessera d'être la même personne. Okuyama ne dit à personne qu'il a reçu le masque et vit simplement comme un nouvel homme, disant à sa femme qu'il est en voyage d'affaires tandis qu'il loue un appartement à proximité. Il teste l'efficacité du masque sur une secrétaire de sa société, qui ne le reconnaît pas, et sur une jeune fille handicapée mentale du quartier, qui le reconnaît. Lors d'une rencontre entre Okuyama et le psychiatre, ce dernier se rend compte que son patient a déjà changé, et imagine un monde où le masque est produit en masse, éliminant ainsi tout sens moral.
Okuyama décide de séduire sa femme en utilisant sa nouvelle identité. Lorsqu'il l'obtient trop facilement, plein de rage, il se révèle à elle, qui lui répond qu'elle connaissait sa véritable identité depuis le premier instant. Il tente de la persuader de donner une nouvelle chance à leur relation, mais elle le rejette. Plus tard, Okuyama tente de violer une femme dans la rue, prétendant n'être personne lorsqu'il est arrêté. Il est libéré grâce à son psychiatre (dont la police a trouvé la carte de visite dans la poche d'Okuyama), qui témoigne qu'Okuyama est son patient et qu'il n'est pas violent. En marchant ensemble dans les rues nocturnes, nous constatons que tout le monde dans la rue porte un masque. Le psychiatre demande d'abord à Okuyama de lui rendre son masque, puis le laisse le garder, car il est un homme libre. Alors qu'il lui serre la main pour lui dire au revoir, Okuyama le poignarde à mort.
L'histoire d'une jeune femme, dont le beau visage a été gravement défiguré sur la joue droite et le côté droit du cou, est entremêlée tout au long du film. Elle travaille dans un service psychiatrique, qui compte parmi ses pensionnaires de nombreux vétérans de la Seconde Guerre mondiale, et vit avec son frère. L'imagerie de ces séquences, son inquiétude répétée quant à l'arrivée d'une nouvelle guerre et le fait qu'elle demande à son frère s'il se souvient encore de la mer à Nagasaki (probablement depuis leur enfance dans cette ville) suggèrent que ses cicatrices sont le résultat du bombardement atomique de cette ville. Comme Okuyama, elle se sent isolée en raison de sa défiguration.

## Fiche technique
- Titre original : 他人の顔 (Tanin no kao?)
- Titre français : Le Visage d'un autre
- Réalisation : Hiroshi Teshigahara
- Scénario : Kōbō Abe, d'après son propre roman
- Direction artistique : Arata Isozaki et Masao Yamazaki
- Décors : Kenichirō Yamamoto
- Costumes : Tamiko Moriya
- Photographie : Hiroshi Segawa
- Montage : Yoshi Sugihara
- Musique : Tōru Takemitsu
- Sociétés de production : Tokyo Eiga (ja), Teshigahara Productions
- Pays de production :  Japon
- Langue originale : japonais, allemand
- Format : noir et blanc - 35 mm - 1,33:1 - son mono
- Genre : drame, science-fiction
- Durée : 122 minutes (métrage : neuf bobines - 3 328 m[2])
- Date de sortie :
  - Japon : 15 juillet 1966[2]

## Distribution
- Tatsuya Nakadai : M. Okuyama
- Machiko Kyō : la femme d'Okuyama
- Mikijirō Hira : le psychiatre
- Kyōko Kishida : l'infirmière
- Miki Irie : la fille avec une cicatrice
- Eiji Okada : le boss
- Minoru Chiaki : le concierge de l'appartement
- Kunie Tanaka : un patient en psychiatrie
- Hideo Kanze : un patient
- Hisashi Igawa : l'homme avec un grain de beauté

## Distinctions
- 1967 : prix Mainichi des meilleurs décors pour Masao Yamazaki et de la meilleure musique de film pour Tōru Takemitsu[3]